# 包科尼纳瑙
包科尼纳瑙（匈牙利語：Bakonynána，匈牙利語發音：[ˈbɒkoɲnaːnɒ]）是匈牙利维斯普雷姆州齊爾茨區所辖的一个村，与齊爾茨相距14公里，总面积14.93平方公里，总人口1046，人口密度70.1人/平方公里（2010年1月1日）。